# 克里特与昔兰尼加
克里特与昔兰尼加是罗马帝国的一个元老院行省，于公元前67年设立，所辖区域囊括了克里特岛、昔兰尼加地区以及今日的利比亚。

## 阿皮翁将昔兰尼加赠与罗马
昔兰尼王国是一个希腊化国家。公元前96年，最后一位国王托勒密·阿皮翁临终前没有子嗣，将王国馈赠给了罗马共和国。罗马欣然接受了这份遗产，将其交由当地统治者管理，而非直接管辖。但在公元前70年代，犹太定居者的民间起义开始破坏地区稳定，元老院只得采取行动。前74年，派遣了一位财务官将昔兰尼加并为罗马省份，并重建秩序。元老院派遣如此低阶的官员，一方面显示出共和国在管辖不断成长的国家中所遇到的政治难题，另一方面也表明罗马管辖此地的便利与稳固。

## 罗马征服克里特
馬克·安東尼·克里提庫斯于前71年进攻克里特，但被击退。前69年，昆圖斯·卡埃基利烏斯·梅特魯斯·克雷提庫斯以3个军团的兵力，经过三年苦战，方才占领克里特。梅特鲁斯也因此得以在名中附加「克雷提库斯」，意为「克里特的」。

## 沿革
公元前67年，克里特与昔兰尼加并为一省，首府为克里特城市戈爾廷。因如此划分在地理上多有不便，公元298年，罗马皇帝戴克里先将其拆分。